# De Vlijt (Wageningue)
De Vlijt est un moulin à vent situé à Wageningue, dans la province de Gueldre aux Pays-Bas.